# Долголёва, Галина Владимировна
Галина Владимировна Долголёва (19 февраля 1942 года, г. Духовщина Смоленской области — 27 февраля 2021 года) — советский и российский учёный в области прикладной математики. Доктор физико-математических наук, профессор.

## Биография
Окончила механико-математический факультет МГУ по кафедре вычислительной математики (1965), заочную аспирантуру при РФЯЦ-ВНИИЭФ (1970).
Кандидат наук (1975).
Доктор наук (1989), тема диссертации «Численное моделирование неравновесной плазмы».
На протяжении нескольких десятилетий Г. В. Долголева — ведущий научный сотрудник ВНИИЭФ (Саров). По данным на 2005 год в Ядерном центре работали 10643 женщины (более 44 %). Во ВНИИЭФ — 527 кандидатов наук, из них 36 женщин. Из 102 докторов наук — три женщины: Долголева Галина Владимировна, Рассказова Вера Владимировна, Фомичёва Людмила Валентиновна.
С 2009 года — ведущий научный сотрудник ИПМ имени М. В. Келдыша РАН.

## Научные интepeсы
Фундаментальные результаты по математическому моделированию плазмы, многопотоковых течений, протекающих в разреженной среде, построение аналитических решений в задачах схождения слоистых систем оболочек для определения величины кумулирующейся энергии.
Г. В. Долголевой предложены и реализованы экономичные разностные схемы для численного решения уравнений газодинамики, спектральных уравнений переноса излучения и взаимодействие его с веществом, уравнений термоядерных реакций и уравнений ионизационной кинетики. Эти разработки легли в основу созданного Г. В. Долголевой программного комплекса для численного исследования задач управляемого термоядерного синтеза. Результаты расчётов позволили объяснить результаты уже проведённых и прогнозировать результаты будущих экспериментов, сократить количество проводимых дорогостоящих натурных экспериментов в области управляемого термоядерного синтеза.
Получен (совместно с А. В. Забродиным) ряд аналитических решений задач схождения слоистых систем оболочек для определения величины кумулирующейся энергии. Полученные результаты позволяют обозреть картину движения слоистой системы в целом и выбрать оптимальную конструкцию слоистой системы не обращаясь к численным расчётам. В частности, полученные результаты были использованы при конструировании цилиндрических микромишеней в тяжелоионном управляемом синтезе. Результаты Г. В. Долголевой широко цитируются современными научными работниками.
Автор и соавтор более 100 научных публикаций, 7 учебных пособий и монографии по вопросам кумуляции слоистых систем.
Член Организационных комитетов научных конференций, проводимых ИПМ РАН, ВНИИЭФ

## Педагогическая деятельность
Г. В. Долголева читала лекции в СарФТИ (Саровский физико-технический институт) по различным областям фундаментальной математики (аналитическая геометрия и линейная алгебра, математический анализ, методы оптимизации и вариационное исчисление, актуарная и финансовая математика, численные методы, история математики). 
С 2010 года профессор кафедры вычислительной механики МГУ.

## Награды
- Медаль «За освоение целинных и залежных земель» (1964),
- Медаль «Ветеран труда атомной промышленности» (1988),
- Медаль Ордена «За заслуги перед Отечеством» II степени (1996)[4].